# مقاطعة ماديسون (آيوا)
مقاطعة ماديسون (بالإنجليزية: Madison County)‏ هي إحدى مقاطعات ولاية آيوا في الولايات المتحدة الأمريكية.